# Banco Central de Bosnia y Herzegovina
El Banco Central de Bosnia y Herzegovina (en bosnio: Centralna banka Bosne i Hercegovine, en croata: Središnja banka Bosne i Hercegovine; en serbio: Централна банка Босне и Херцеговине) es el banco central de Bosnia y Herzegovina, cuya sede principal está localizada en la ciudad capital de Sarajevo.

## Historia
El Banco Central de Bosnia y Herzegovina fue establecido en concordancia con los acuerdos de ley y legislación subsecuentemente adoptada por la Asamblea parlamentaria de Bosnia y Herzegovina desde el 20 de junio de 1997. Inició su operación formal el 11 de agosto de 1997.
El Banco Central de Bosnia y Herzegovina tiene como finalidad mantener la estabilidad monetaria y macroeconómica del circulante doméstico de acuerdo a la mesa de divisas, establecida para garantizar la total cobertura del circulante y de hacerlo convertible con divisas extranjeras de acuerdo a la tasa de cambio prefijada (de BAM 1 : EUR (€) 0.51129). El Banco Central de Bosnia y Herzegovina define y controla la implementación de la política monetaria de Bosnia y Herzegovina. El Banco Central de Bosnia y Herzegovina brinda soporte y se asegura de mantener los diferentes sistemas bancarios, tales como el sistema de pagos, sistemas de liquidación, y la estabilidad de la economía bosnio-herzegovina en general. A su vez se encarga de coordinar las diferentes actividades de los bancos autorizados a operar en Bosnia y Herzegovina, así como asume su licenciamiento y supervisión.

### Organización
El Banco Central de Bosnia y Herzegovina se estructura en tres sedes, de las cuales, la más importante es la central en Sarajevo, y luego están las agencias para cada república de la federación. La sede principal de Sarajevo es la que sirve a su vez para la parte de Bosnia-Herzegovina, la de la República Srpska tiene su sede en Banja Luka, y sus sucursales están también en ciudades principales como Brčko, Mostar y Pale.
La mesa ejecutiva del Banco Central de Bosnia y Herzegovina es la mesa de directores,la cual está a cargo del establecimiento y supervisión de las políticas monetarias, la organización y las estrategias del banco central, todas en concordancia a los poderes concedidos a la junta de directores por la legislación vigente. De acuerdo al marco legal establecido para el BCBiH, la mesa de directores se compone de cinco integrantes, los cuales son designados por el presidente de la república para un periodo de seis años.  La junta directiva designa a uno de sus integrantes como el director de la entidad.
El director general del Banco Central de Bosnia y Herzegovina es actualmente Senad Softić. La gerencia del Banco Central de Bosnia y Herzegovina está compuesta por su director y tres vicedirectores, designados por el director y con la aprobación de la mesa de gerencia de la entidad. La misión de la mesa de directores es determinar las directrices para el funcionamiento y la gerencia operativa de los negocios del banco central. Cada vicedirector es directamente responsable por las operaciones de cada una de las secciones del banco central.

## Monedas
- Dinar serbobosnio (+)
- Dinar bosnioherzegovino (+)
- Marco bosnioherzegovino (actualmente en circulación)

## Directores
- Peter Nicholl (20 de junio de 1997 – 31 de diciembre de 2004)
- Kemal Kozarić (1 de enero de 2005 – 11 de agosto de 2015)
- Senad Softić (11 de agosto de 2015 - presente)